# تمرد مونموث
كان تمرد مونموث، ويُعرف أيضًا باسم تمرد المذراة، أو ثورة الغرب، أو تمرد الغرب، محاولة للإطاحة بجيمس الثاني ملك إنجلترا. أصبح الأمير جيمس، دوق يورك، ملك إنجلترا، واسكتلندا، وإيرلندا بعد وفاة أخيه الأكبر تشارلز الثاني ملك إنجلترا في 6 فبراير من عام 1658. كان جيمس الثاني من أتباع الكنيسة الكاثوليكية الرومانية، واعترض بعض البروتستانت الخاضعين لحكمه على ملكيته. ادّعى جيمس سكوت، دوق مونموث، الابن الأكبر غير الشرعي لتشارلز الثاني، أنه الوريث الشرعي للعرش، وحاول أخذ مكان جيمس الثاني.
نُوقشت خطط عديدة للإطاحة بالحكم الملكي، بعد فشل مؤامرة راي هوس لاغتيال تشارلز الثاني وجيمس عام 1683، بينما كان مونموث في نفي فرضه على نفسه في جمهورية هولندا. نُسق تمرد مونموث بالتزامن مع تمرد أرجيل، وهو تمرد في اسكتلندا، إذ حط أرشيبالد كامبل، دوق أرجيل الثاني، رحاله مع جيش صغير. كان دوق مونموث معروفًا في جنوب غرب إنجلترا، لذلك خطط لتعيين قوات محلية والسيطرة على المنطقة قبل الاتجاه إلى لندن.
هبط مونموث في لايم ريجيس في 11 يونيو من عام 1685. في الأسابيع القليلة التالية، خاض جيشه المتنامي المكون من المنشقين، والحرفيين، وعمال المزارع سلسلة من المناوشات مع الميليشيات المحلية والجنود النظاميين الذين يرأسهم لويس دو دورا، الدوق الثاني لفيفيرشام، وجون تشرشل، الذي أصبح لاحقًا دوق مارلبورو. لم تتمكن قوات مونموث من منافسة الجيش النظامي وفشلت في السيطرة على مدينة برستل. انتهى التمرد بهزيمة جيش مونموث في معركة سيدجمور في 6 يوليو من عام 1685 من قبل قوات فيفيرشام وتشرشل.
أُعدم مونموث بتهمة الخيانة في 15 يوليو من العام نفسه. حُوكم العديد من أتباعه في محاكم الجنايات، بقيادة القاضي جورج بارون جيفريز، وحُكم عليهم بالموت أو الترحيل الجزائي. تمكن جيمس الثاني من تعزيز سلطته وحكمه حتى عام 1688، عندما تمت الإطاحة به بانقلاب قام به ويليام الثالث ملك إنجلترا خلال الثورة المجيدة.

## الخطة
خُطط للقيام بتمرد مونموث في هولندا بالتنسيق مع تمرد آخر في اسكتلندا يقوده أرشيبالد كامبل، دوق أرجيل. اعتُبرت مناطق عديدة من إنجلترا مواقع محتملة للتمرد، بما في ذلك تشيشير، ولانكشر، بالإضافة إلى الجنوب الغربي، بسبب احتوائها على أكبر عدد من معارضي النظام الملكي. بدأ كل من مونموث وأرجيل رحلتهما الاستكشافية من هولندا، حيث لم يحتجزهما ابن أخ جيمس، ستاتهاودر، أو صهره ويليام الثالث ملك إنجلترا، أو يضعا حدًا لجهودهما في التجنيد. أبحر أرجيل إلى اسكتلندا، وبعد وصوله إلى هناك، جنّد أشخاصًا من عشيرته حصرًا، عشيرة كامبل، كجزء من الثورة الاسكتلندية. كان قد شارك مسبقًا في مؤامرة راي هوس عام 1683.
كان روبرت فيرغسون أحد أهم الأعضاء المشاركين في التمرد، وهو وزير مشيخي اسكتلندي متزمت. كان يُعرف أيضًا باسم «المتآمر». هو من ألقى بيان مونموث، وكان من أشد مؤيدي تتويج مونموث ملكًا. كان توماس هايوورد دير صائغًا من تونتون وسياسيًا يمينيًا، ورجل ذو ثروة وتأثير مهمين، زُج في السجن في أثناء حملة سياسية تنادي بإقامة برلمان جديد. كما غُرّم بمبلغ وقدره 5000 يورو لتلفظه بعبارات «تحريضية». بعد إطلاق سراحه، هرب إلى هولندا وأصبح المدير العام المسؤول عن الرواتب في التمرد.
رهن مونموث العديد من ممتلكاته لجمع المال من أجل السفن والأسلحة، كما رهنت زوجته، آن سكوت، ووالدتها مجوهراتهما لاستئجار السفينة الحربية الهولندية التي تحمل اسم هيلديرينبيرغ.